# Лобынка
Лобынка — река в России, протекает в Бологовском районе Тверской области. Впадает в озеро Кафтино, из которого вытекает Кемка. Длина реки составляет 20 км.
На берегу реки стоят деревни Скробово и Бабошино городского поселения город Бологое.

## Данные водного реестра
По данным государственного водного реестра России относится к Балтийскому бассейновому округу, водохозяйственный участок реки — Мста без реки Шлина от истока до Вышневолоцкого г/у, речной подбассейн реки — Волхов. Относится к речному бассейну реки Нева (включая бассейны рек Онежского и Ладожского озера).
Код объекта в государственном водном реестре — 01040200212102000020391.